# 4-庚酮
4-庚酮或庚-4-酮是一种有机化合物，化学式为(CH
3CH
2CH
2)
2CO，是庚酮的异构体之一。它是一种无色液体。

## 合成
该化合物通过酮脱羧合成，例如丁酸亚铁的热解。